# Coran (ruisseau)
Pour les articles homonymes, voir Coran (homonymie).
Le Coran est un ruisseau du sud-ouest de la France et un affluent droit de la Charente. Il arrose le département de la Charente-Maritime, dans la région Nouvelle-Aquitaine.

## Géographie
Prend sa source commune de Brizambourg, et se jette dans la Charente presque en face de Beillant entre Dompierre et Chaniers.
La longueur du cours d'eau du Coran est de 10,6 km.

## Communes et cantons traversés
Le Coran traverse - dans l'ordre alphabétique - les communes de Brizambourg, Chaniers, Dompierre-sur-Charente, Saint-Bris-des-Bois, Saint-Césaire et Saint-Sauvant.
Soit en termes de cantons, le Coran traverse les Canton de Saintes-Est et Canton de Burie.

## Affluents
Le Coran a trois affluents
- le ruisseau la Fontdouce, de 3,2 km sur la commune de Saint-Bris-des-Bois[2]. augmenté par son affluent le ruisseau la Verrerie de 1,8 km  sur la même commune de Saint-Bris-des-Bois[3].
- le ruisseau le Millet, de 2,8 km sur les deux communes de Saint-Bris-des-Bois et Saint-Césaire[4]
- le ruisseau le Pidou, de 2,5 km sur les deux communes de Saint-Césaire et Saint-Sauvant[5].

## Histoire
La vallée du Coran était déjà habitée au Paléolithique par l'Homme de Néandertal.